# Únětický pivovar
Únětický pivovar je malý soukromý pivovar ležící v okrese Praha-západ.

## Historie
Pivovar byl postaven pravděpodobně v roce 1710, přestože první zmínky o vaření piva v obci jsou již z roku 1557. 
Výroba piva byla v roce 1942 přerušena (provoz byl zakonzervován), provoz byl obnoven v roce 1945, ale v březnu 1949 byla výroba ukončena. Výroba pokračovala chvíli pod hlavičkou Smíchovského pivovaru, v roce 1951 se historie únětického pivovarnictví uzavřela a objekt sloužil jako sklady.
V březnu 2010 byly zahájeny práce na projektu na „Znovuzrození Únětického pivovaru“. V září byla založena akciová společnost Únětický pivovar, která v listopadu 2010 odkoupila objekt pivovaru od společnosti Primo k.s. provozující zde sklad mléčných výrobků. 4. dubna 2011 po nezbytných stavebních úpravách byla zahájena instalace nové technologie. První várka Únětického piva byla uvařena 15. května a 11. června 2011 se slavnostně otevřely brány Únětického pivovaru a byla zahájena novodobá historie pivovaru.

## Produkty pivovaru

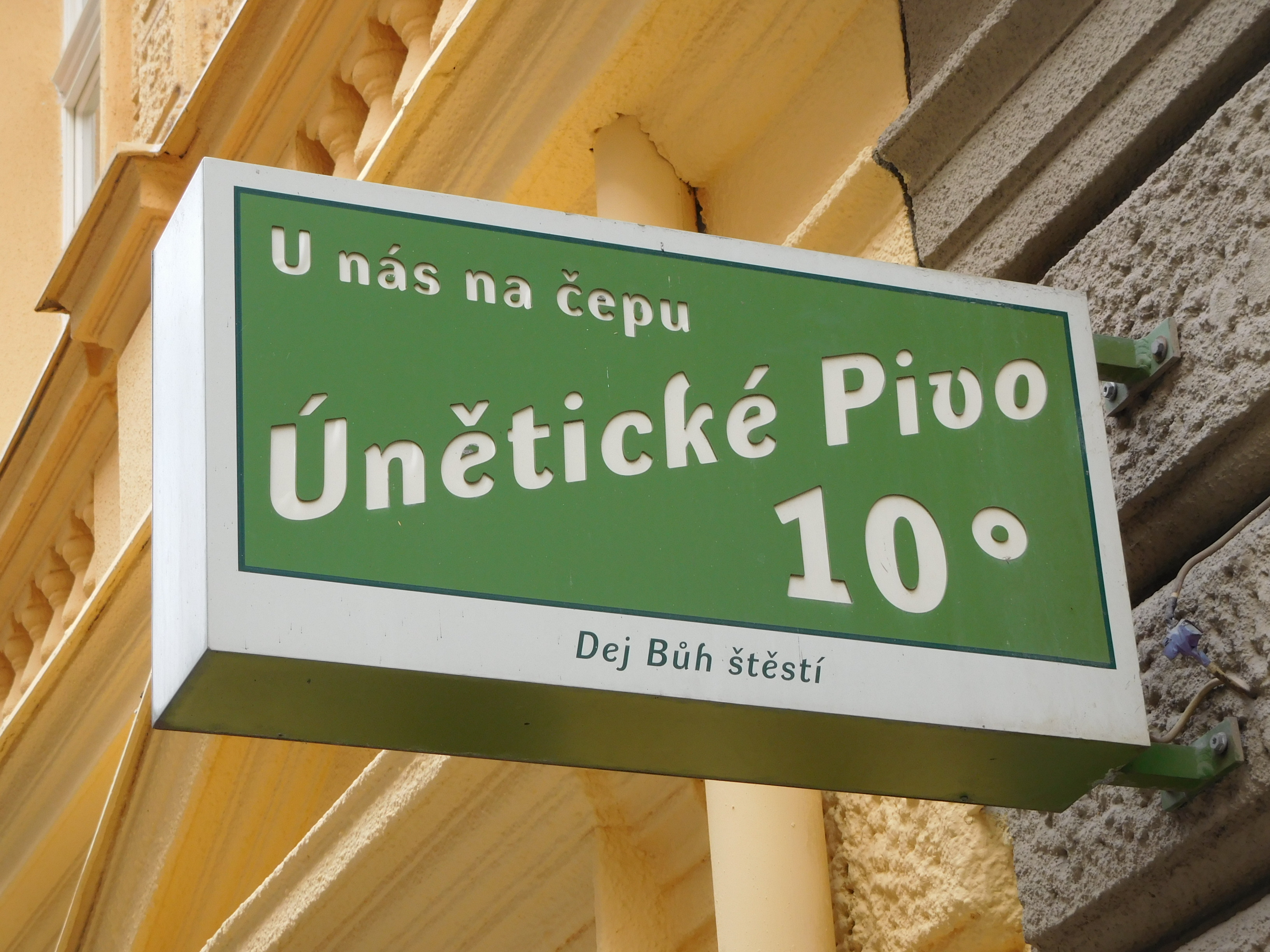
Reklama na Únětické pivo 10°, Praha - Nové Město

- Únětické pivo 10°, pouze nefiltrované
- Únětické pivo 10,7°, pouze filtrované
- Únětické pivo 12°, pouze nefiltrované
- Únětické speciály[1] - k událostem jako Masopust, Oslavy znovuotevření pivovaru, Posvícení, Vánoce; zpravidla se vaří 4x ročně

## Prodej
- Výčep
- Sudy
- Do PET lahví o obsahu 1.5 litrů
- Plechovky únětické dvanáctky

## Únětická unce
Jedná se o měnu, díky které si můžete na vybraných místech pořídit Únětické pivo.